# Ron Finley

Zawodnik Oregon State Beavers

Ronald Leslie „Ron” Finley (ur. 10 grudnia 1940 w Huntington Park, zm. 5 lipca 2016 w Coburg) – amerykański zapaśnik walczący w stylu klasycznym. Olimpijczyk z Tokio 1964, gdzie zajął czwarte miejsce w wadze koguciej.
Czwarty na mistrzostwach świata w 1962 i 1963; szósty w 1966; odpadł w eliminacjach w 1961. Triumfator igrzysk panamerykańskich w 1963 roku.
Zawodnik Newberg High School z Newberg i Oregon State University. All-American w NCAA Division I w 1961 roku, gdzie zajął drugie miejsce.

## Letnie Igrzyska Olimpijskie 1964
| Konkurencja          | Rundy eliminacyjne  | Rundy eliminacyjne   | Rundy eliminacyjne | Rundy eliminacyjne | Rundy eliminacyjne           | Klas. końcowa |
| Konkurencja          | Przeciwnik I        | Przeciwnik II        | Przeciwnik III     | Przeciwnik IV      | Przeciwnik V                 | Miejsce       |
| -------------------- | ------------------- | -------------------- | ------------------ | ------------------ | ---------------------------- | ------------- |
| 63 kg styl klasyczny | Imre Polyák (HUN) P | Matti Jutila (CAN) Z | wolny los Z        | Don Cacas (AUS) Z  | Branislav Martinović (YUG) P | 4.            |